# ラジコン

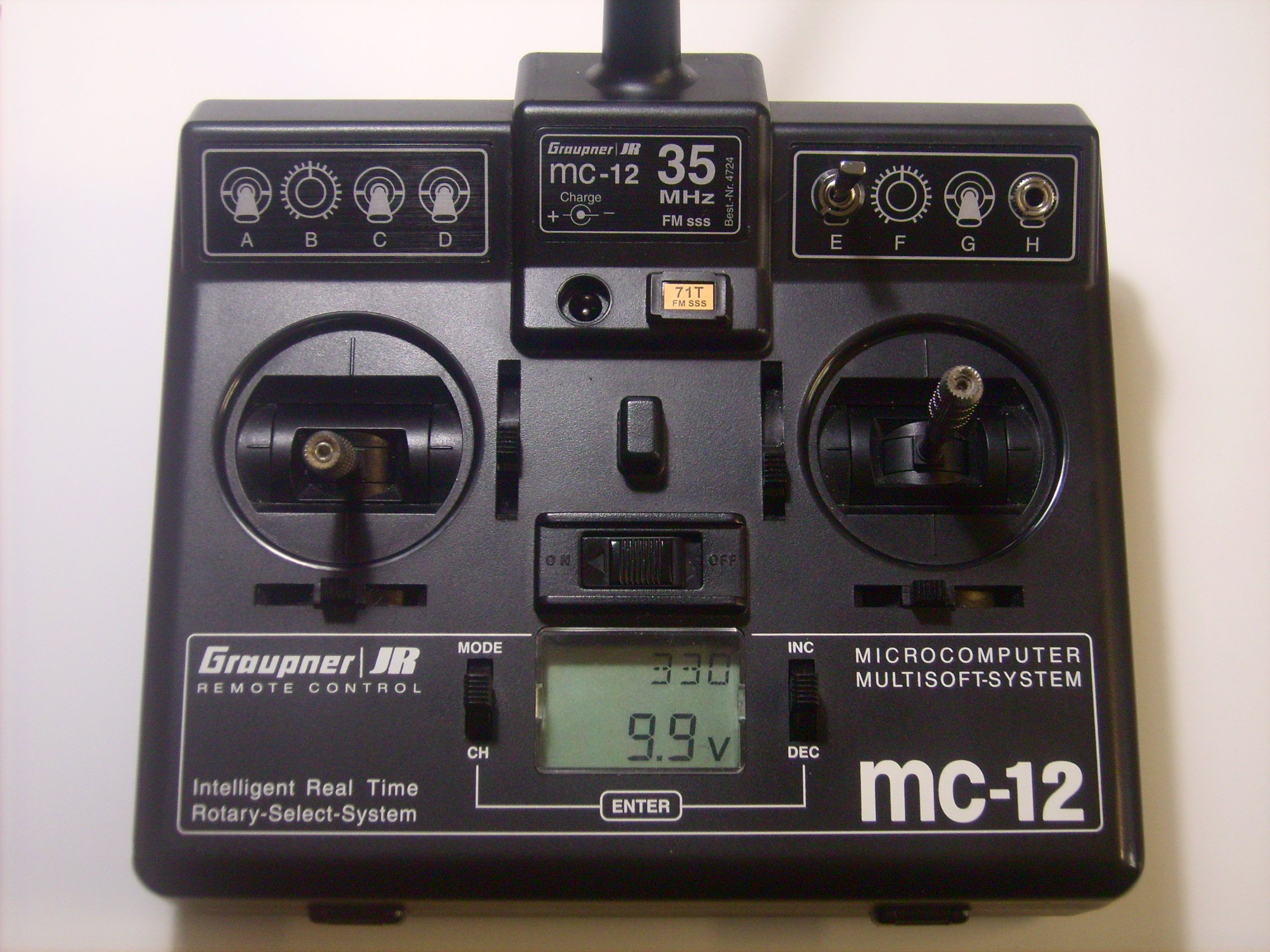
ラジオコントロールの送信機の一例。いくつかの方式のうち写真は「スティック」タイプ。操縦者はこの送信機を両手で持ち、左右のスティックを親指の腹などで操作する。すると傾きの程度が信号として電波に乗り、受信機に伝わる。

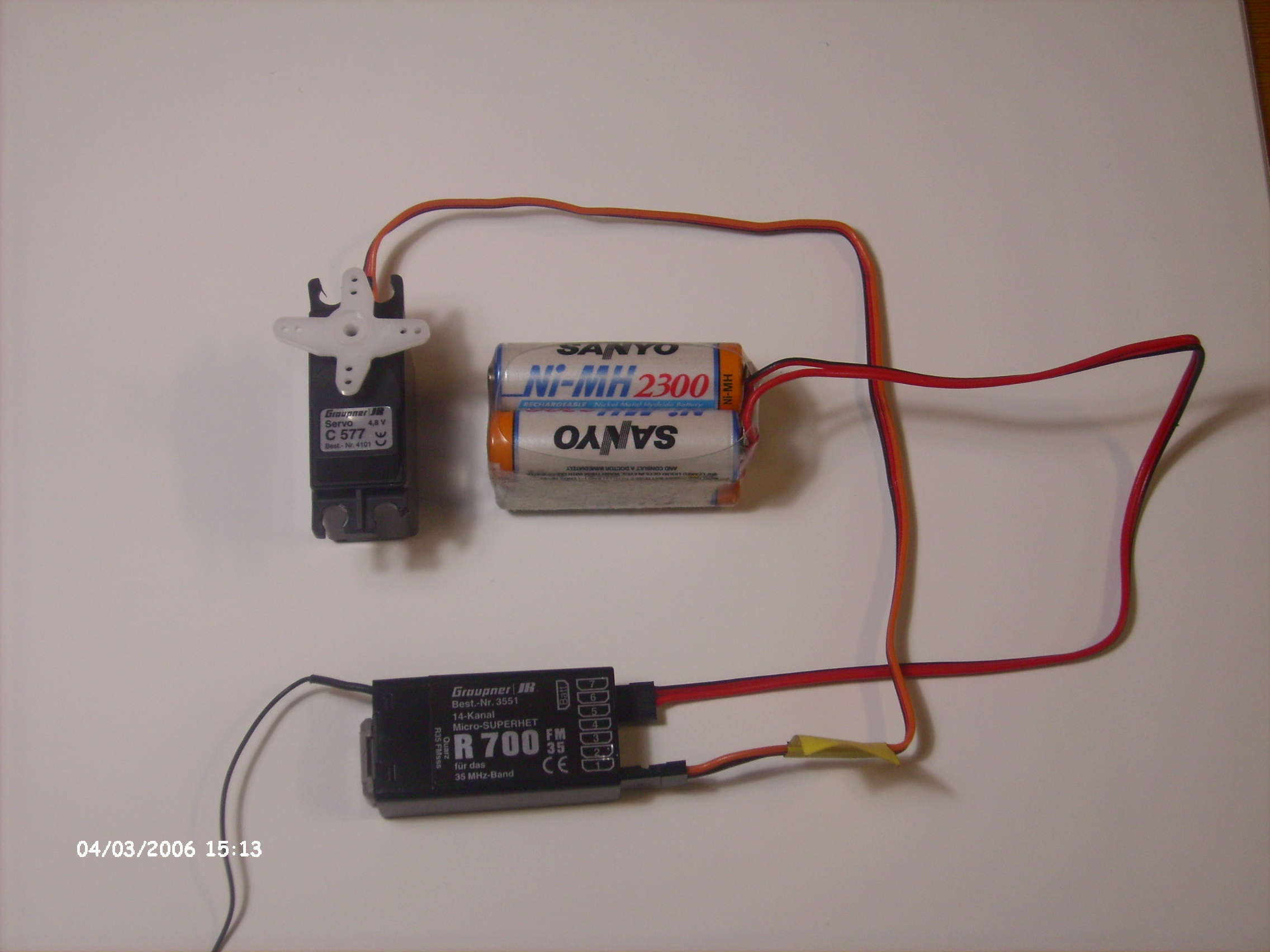
ラジオコントロールの受信機・バッテリー・サーボ。受信機（下方、横長の黒箱）は送信機からの電波を受信し、スティックの傾きに関する情報を取り出し、ケーブルでつながった「サーボ」（左上、十字型のものがついた装置）に伝える。サーボは、受信機からの情報に応じて回転部分（十字型の部分）の角度を変える。この回転部分と、操縦機構（模型自動車ならステアリング機構、飛行機ならラダー等）がワイヤーなどで連結してあり、指先の動きが操縦機構に伝わって意図どおりの遠隔操縦ができる。

本記事ではラジオ コントロール（英: radio control）や無線操縦あるいはラジコンなどと呼ばれるものについて解説する。略称はRCもしくはR/C。

## 概説
ラジオコントロール（radio control）、すなわち無線操縦は、無線により遠隔操作するシステム、またはその遠隔方式のことを言う。模型の自動車・飛行機などの趣味用のほか、工業・軍事など様々な分野で活用されている。

### 一般名称と登録商標

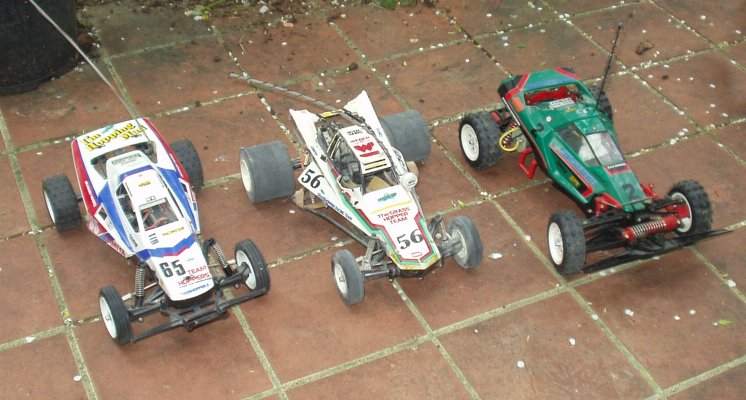
商標権との関係で、タミヤはこれを「RCカー」と呼んでいる。

英語のradio controlやその音写「ラジオ・コントロール」、翻訳語の「無線操縦」が一般名称（普通名詞）である。
一方、「ラジコン」という名称については、日本では2017年現在も株式会社増田屋コーポレーションが、玩具及びスポーツ用品の多くが対象となる｢おもちゃその他の区分｣で商標権を持っている（商標登録第482788号）。
商標権が及ぶ範囲は「業として」の使用に限られるため、一般の愛好者が日常的に他社の製品を「ラジコン」と呼ぶことは法的に問題がない。しかし、「おもちゃその他」に該当する商品に「ラジコン」という名称を付して販売することは「業として」の使用であって商標権侵害に当たるため、他社の商品では｢RC｣と呼ぶことが一般的(たとえばタミヤは「RCモデル」、京商は「R/Cモデル」と表現している。株式会社タカラトミーは別途、「エアロアールシー」を日本で商標登録している（商標登録第4881063号、第4892934号）。)である。
ただし、商標権は区分が同一又は類似する商品についてのみ及ぶため、「おもちゃその他」以外の商品に「ラジコン」という名称を用いることは商標権侵害には当たらない。例えば、「ラジコンマガジン」は「雑誌」であり、「おもちゃその他」の区分には該当しないので、使用しても商標侵害になることはない。また、ヒロボー株式会社では、玩具モデルについては「ラジオ・コントロール」としているが、「おもちゃその他」の区分と同一でも類似でもない産業用無線操縦航空機については「ラジコン」という名称を用いている。
NHKには特定の民間企業の商品や商標の宣伝をしてはならないとする内部規定があることから、「無線操縦」「ラジオ・コントロール」としている。

### 遠隔操作の中での無線操縦の位置づけ
遠隔操作されるもの一般を、リモート・コントロール（リモコン）と呼ぶ。昔はたとえば模型飛行機の操縦に2本のワイヤーを用いたUコンなど有線のケーブルを用いる方式に対して、ケーブルなし（つまり「無線」）で伝達する通信手段がほぼ電波のみであったため、無線操縦の玩具等に「ラジオ・コントロール」（ラジコン）という呼称が定着した。
のちに、赤外線、レーザー、超音波など電波以外による無線方式も出現している。しかし見通し範囲内でないと命令信号を伝達できないためにごく近い距離に用いられることが多く、遠隔操縦の方式としては今も電波によるラジオ・コントロールが主流である。
広義のラジオ・コントロールは
1. ある操縦者（人）が、何らかの意図で、発信器に何らかの操作を行なうと
2. 操縦者の行った操作に関する情報が電波に乗り
3. 電波は、離れたところにある「モノ」に搭載されている受信機に受信され
4. 受信機は電波に含まれる情報を、独特の電気信号にして操作機器に有線で伝え
5. 操作機器は、「モノ」の特性に応じてさまざまな部分に物理的な動きを起こし
6. それによって「モノ」全体が、操縦者の意図したような動きを行なう。

という一連の活動をまとめた概念で、さらにハード面とソフト面に分けられる。
本項では、システムの核である、1 - 3（さらに4）を説明する。5・6のほうが外形（具体的な形）として判りやすく見ている人々の印象には強く残るが、無線操縦の核心部分はそちらではなく、むしろ1～4のほうである。
一般的には（数として多いのは）趣味の模型分野での利用で、航空機・自動車・戦車・船舶などの模型を、操縦者が搭乗しているかのように、離れた位置からコントロールするために用いられている。また、趣味の模型操縦以外にも、農薬散布用ヘリコプターや、クレーンなどの産業用機械でもさかんに用いられており、他にも軍事的目的や地学調査などにも用いられている。
動かされる「モノ」のほうの動力は多種多様であるが、内燃機関（ガソリンエンジン、グローエンジン 等）、電動モーターなどが主に使われている。グライダーやヨットなど実機でも自然の力を利用している物はラジコンでも同様に利用している。

## ギャラリー

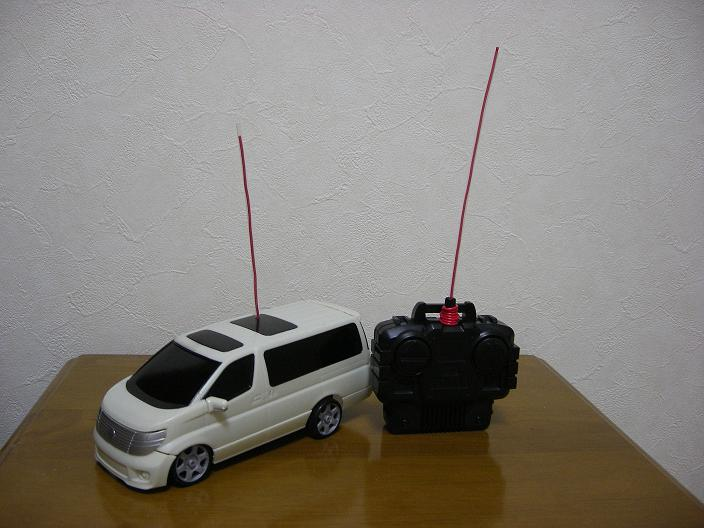
無線操縦の模型自動車 （エアロアールシーの日産・E51型2代目エルグランド）
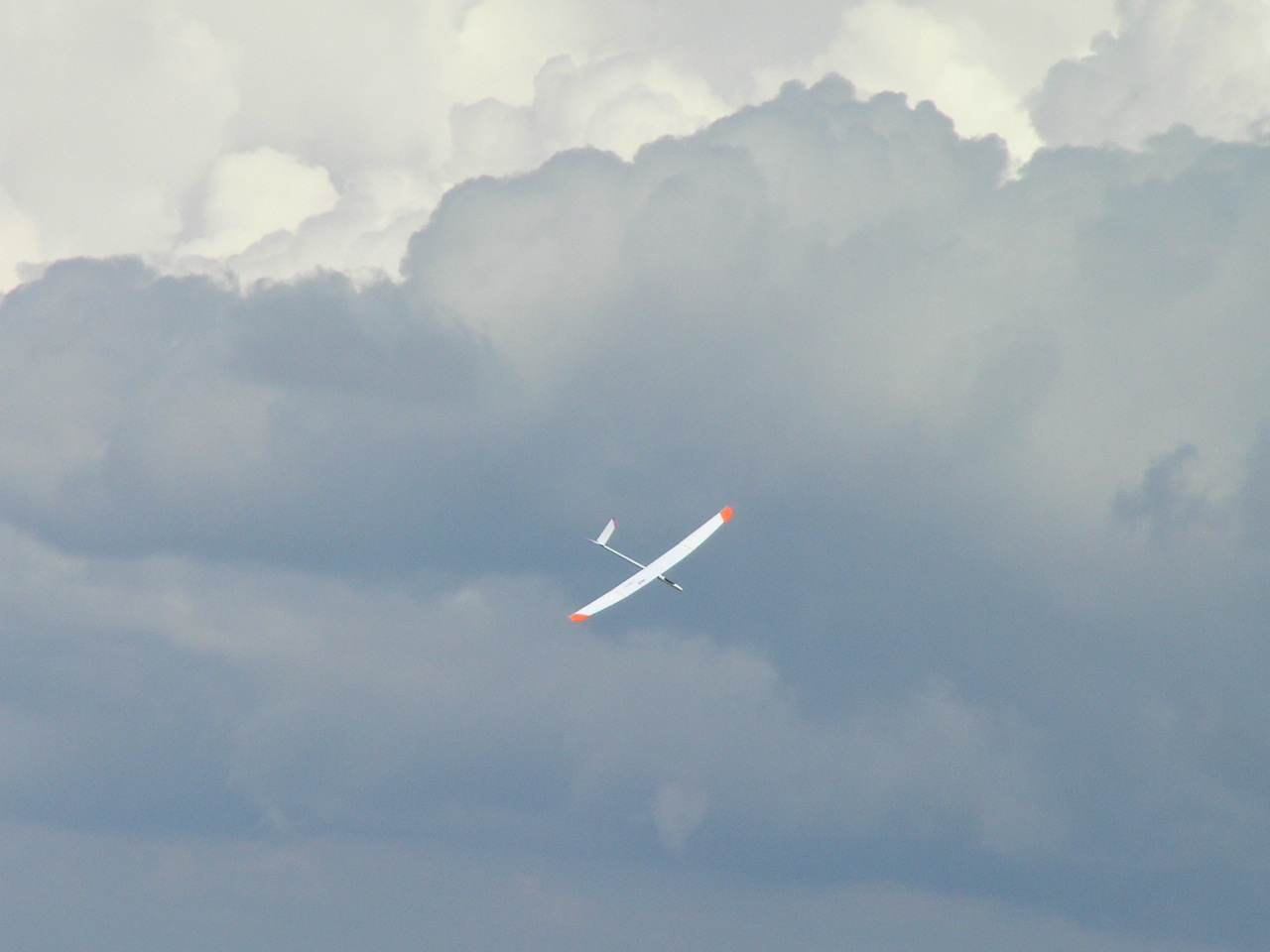
無線操縦のグライダー
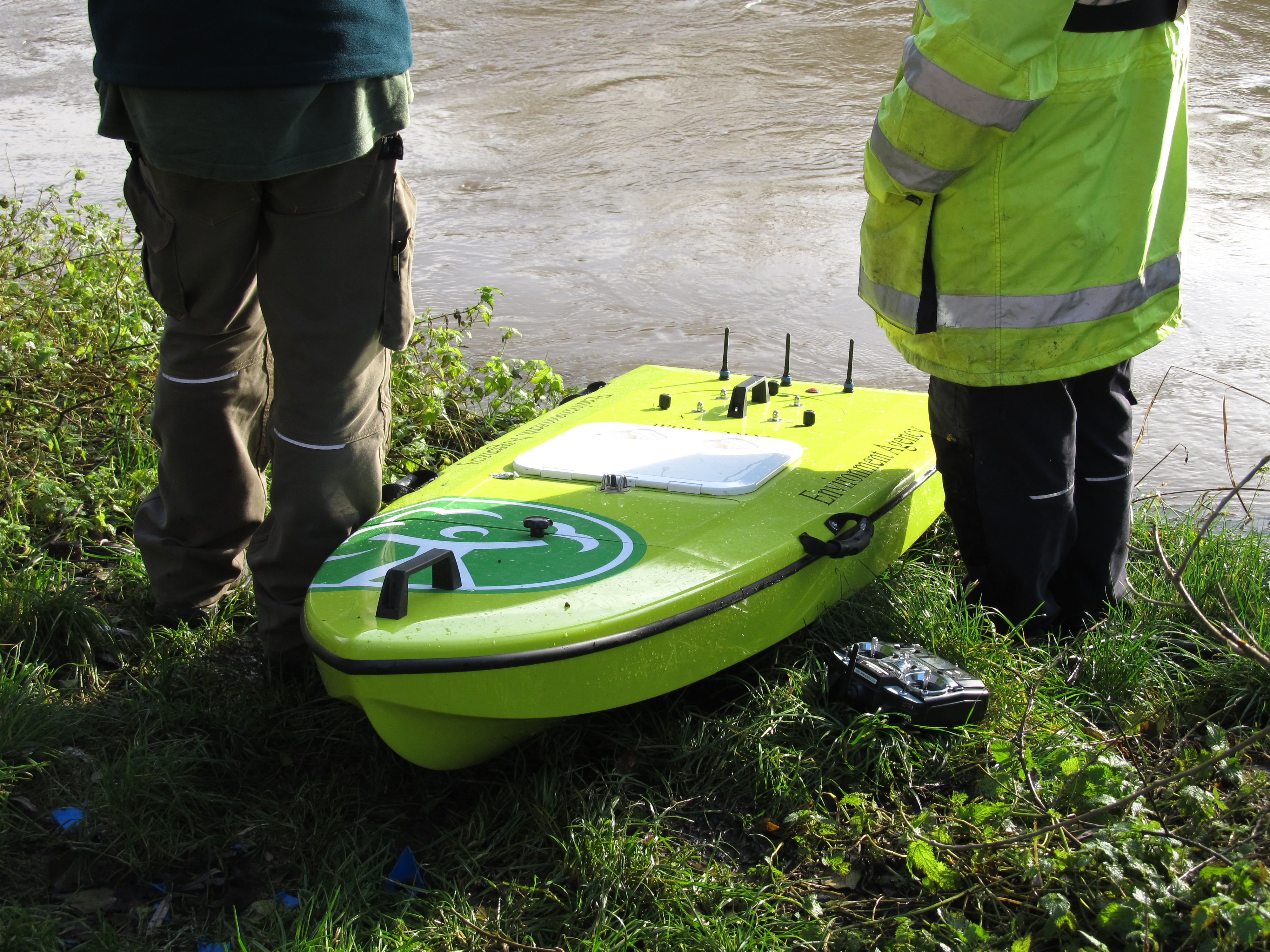
無線操縦のモーターボート
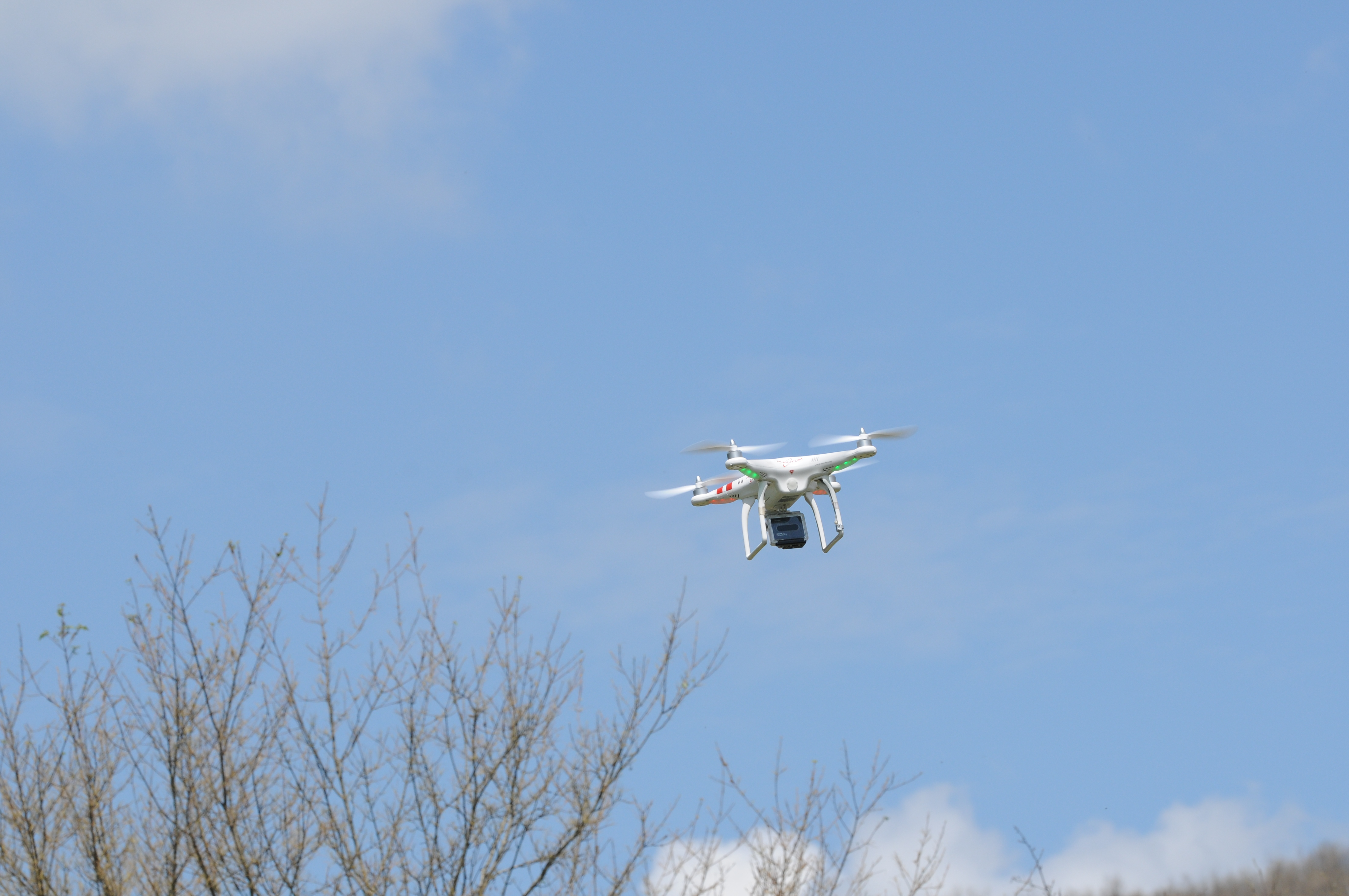
無線操縦のクワッドコプター
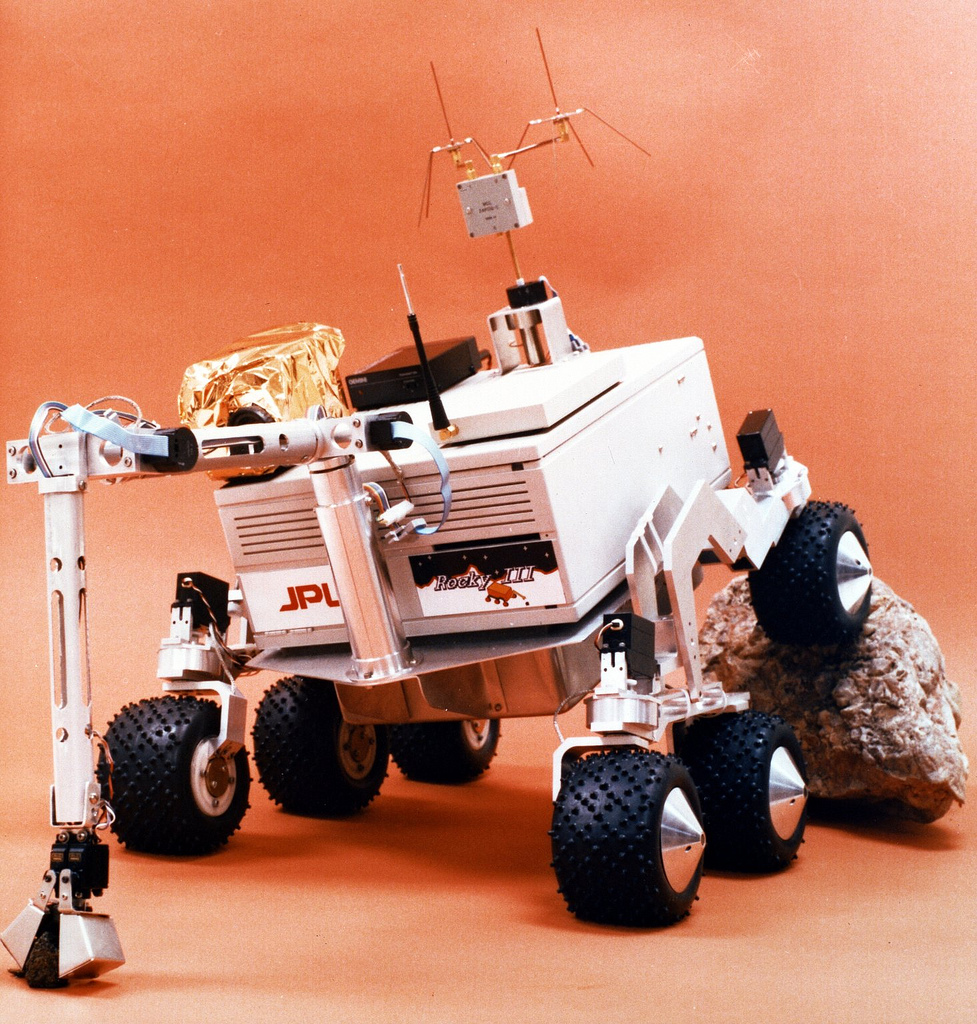
無線操縦の探査ロボット（NASAのもの。RockyIIIの試作品）
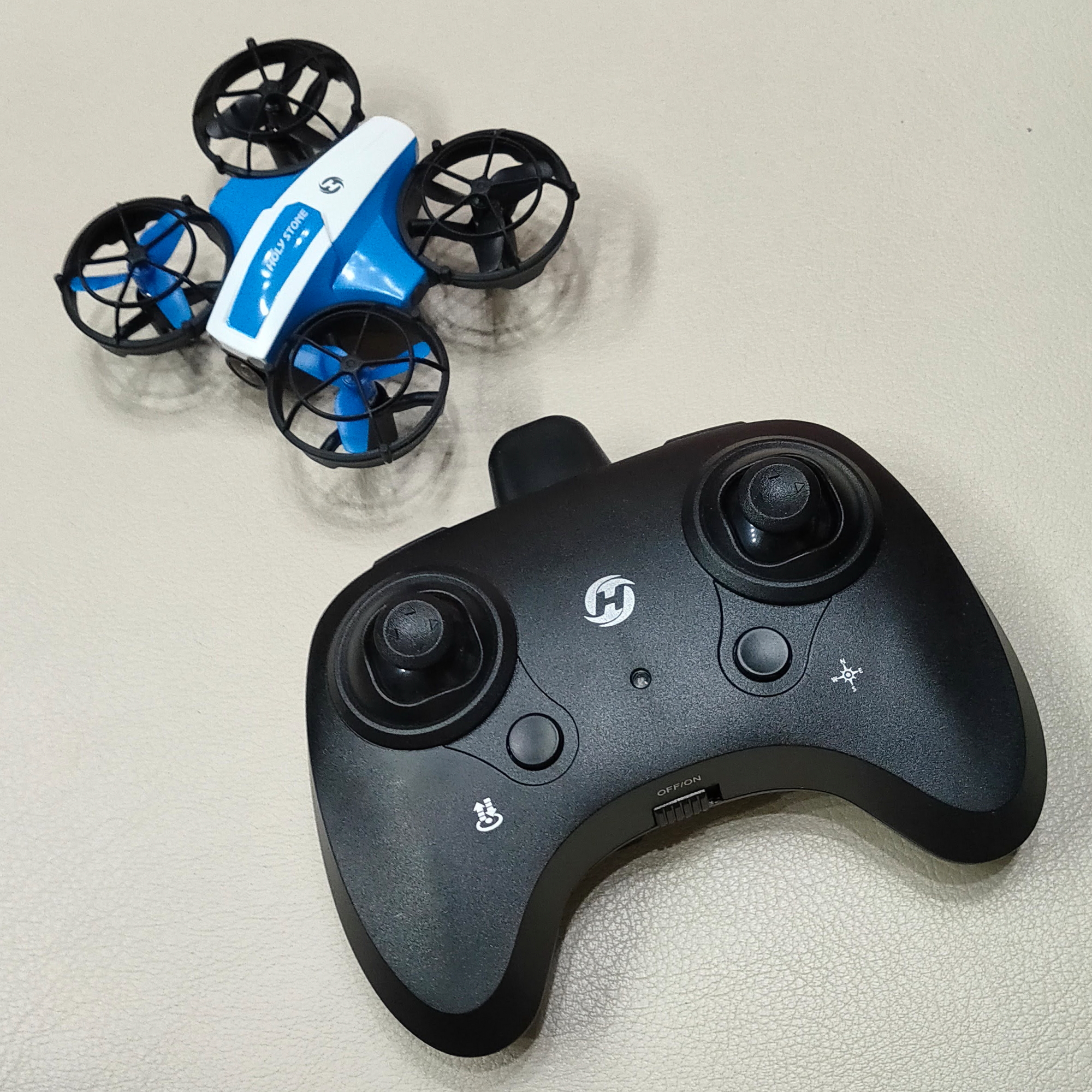
無線操縦のミニドローン

## 歴史

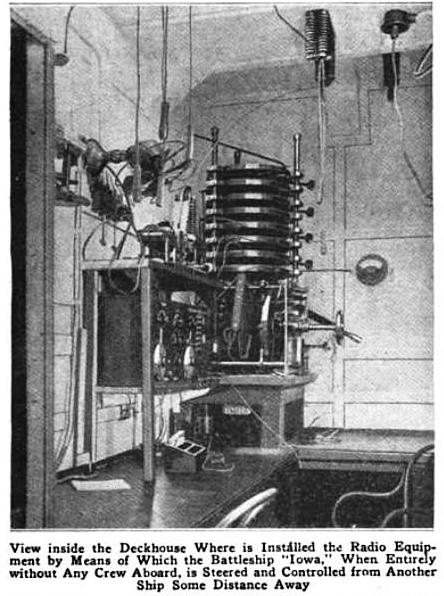
アメリカの戦艦アイオワに搭載された無線操縦装置 (1922年)

当初は軍事目的で、まず標的の操縦、次いで誘導弾の誘導方式として開発が進められてきた。
基本的な送信機は1878年にデイビッド・エドワード・ヒューズによって火花送信機が開発され、受信機は1894年にオリバー・ロッジによってコヒーラ検波器が開発された。
古くは1898年にマディソン・スクエア・ガーデンでニコラ・テスラが小型の無人船を無線操縦で動かした記録がある。テスラはあたかも船が観客からの指示に従って動いているかのように演出したが、実際にはテスラが船内に設置した受信機を介して操縦されていた。
ジョン・ヘイズ・ハモンド・ジュニアは12歳の時にトーマス・エジソンの見習いとして行なった実験のために無線操縦の父と呼ばれている。ハモンドはテスラの親友で、2人はともに彼の城の研究室で実験した。彼はテスラとの交流を通して多くの事を学んだ。テスラは1898年7月1日にこの発明の特許を取得した。 1903年にはスペインの技術者レオナルド・トーレス・ケベードが無線操縦システム"Telekino"をパリ科学アカデミーで実演し、フランス、スペイン、イギリス、アメリカで特許を取得した。 1904年には発明家のジャック・キッチンがウィンダーミア湖の蒸気船バット号に自分の作った実験的な無線操縦装置を積んで操縦した。
1909年にはフランスの発明家ガベが「Torpille Radio-Automatique」と名づけた無線操縦式魚雷を実演した。
1917年にはイギリス陸軍航空隊実験部門のアーチボルド・ロウが、初めて航空機の無線操縦飛行を成功させた。
1920年代には多様な無線操縦船舶が標的として海軍の射撃演習に使用された。1922年にアメリカ海軍の戦艦アイオワが世界初の無線操縦装置を備えた標的艦になった。 これにはハモンドが開発した無線操縦装置が設置され、1923年3月の射撃演習によって沈むまで使用された。
ソ連の赤軍は1930年代にフィンランドとの冬戦争でテレタンクと呼ばれる無線制御の無人戦車を使用し、第二次世界大戦開始時には少なくとも2個大隊を編成していた。テレタンクは別の指揮戦車から500–1,500mの距離で操縦でき、この2両が1個の遠隔機械的グループを構成した。赤軍にはさらに遠隔操作沿岸警備艇（カッター）や実験的遠隔操作飛行機が存在した。同じ1930年代、イギリスでは無線操縦式のタイガーモスであるQueen Beeを艦隊の射撃訓練のために開発した。Queen Beeは後に、さらに高性能の標的機として専用に開発された類似の名称のQueen Waspに交代した。
ドイツ軍も大戦中に無線誘導弾フリッツXやヘンシェル Hs 293、フンクレンクパンツァー無線誘導戦車を実戦に投入し、フリッツXはイタリアの戦艦「ローマ」を撃沈するなどの戦果を上げた。
日本でも無線操縦式の魚雷「無敵魚雷」の実験から、1937年に無線操縦の標的艦に改造された「攝津」が実際に運用されたり、1930年には日比谷公園で無線操縦戦車の長山号の公開実験がおこなわれた記録があり、1944年にはイ号一型乙無線誘導弾、イ号一型甲無線誘導弾も開発された。
同時期、趣味の分野での無線操縦装置としては、1937年、朝日屋から出版されていた科学雑誌、「科学と模型」誌に工作少年を対象に火花送信機とコヒーラ検波器を使用した科学模型の製作記事が掲載されている。

### 第二次世界大戦での軍事利用
無線操縦は第二次世界大戦中にさらに発達し、その主役はドイツで、多数のミサイル計画で使用された。ドイツの最大の努力は、攻撃が困難かつ危険であった艦船を攻撃するための無線操縦式ミサイルと滑空爆弾に向けられた。しかし戦争末期にはドイツ空軍も連合軍爆撃機への攻撃に同様の問題を抱え、多数の指令誘導式対空ミサイルを開発したが、就役したものはなかった。
ドイツ空軍の[対艦船用の]システムは主にテレフンケン製のFunk-Gerät (またはFuG) 203 Kehl 2軸式送信機（ジョイスティック1本を備える）を指令航空機に搭載し、同じくテレフンケンのFuG 230 Straßburg 受信機を被誘導兵器に搭載するもので、無動力の装甲対艦爆弾であるフリッツXや動力式のHs 293誘導爆弾に使われたが、その効果はイギリスによる無線信号妨害（ジャミング）で大きく低下し、後にはアメリカ軍による支援も加わった。ドイツが初期に成功を収めた後、イギリスは多数のコマンド部隊を送りこんでミサイルの無線機を集めさせた。それから妨害装置をイギリスの艦艇に備えるようになると、ドイツの兵器はまったく「役立たずになった」。これを悟ったドイツの開発チームは有線誘導に移行したが、この種のシステムが実戦使用できるようになった頃には戦場はすでにフランス国内に移っていた。
ドイツ海軍は1944年から、爆薬を満載して敵艦船を攻撃する無線操縦のモーターボート、FL-Boote (ferngelenkte Sprengboote)を運用した。
イギリスとアメリカ両国も、ドイツ国内の目標周辺に配備された大規模な対空砲陣地を避けるために、類似の用途の無線操縦装置を開発した。しかしこれらのシステムの中に実戦使用に耐えるものはなく、アメリカ軍での大規模な使用例であるアフロディーテ作戦では、目標よりも使う側に多くの危険をもたらす始末だった。ただしアメリカ軍のAZON 誘導爆弾は欧州戦線と中国ビルマインド戦線でそれなりの効果を上げた。
この時代の無線操縦装置は全体的に電気機械的な構成で、小型の金属製の「指」つまり異なる共振周波数特性の「リード」を備え、それぞれが特定の周波数を受信すると多数の継電器のひとつを作動させる仕組みだった。そして継電器が多様なアクチュエータを作動させ、それがミサイルの制御舵面を動かした。制御装置の無線送信機は、制御スティックの動きに応じて異なる周波数を送信した。これらは一般にON/OFF信号だった。ただしアメリカ軍のAzon誘導弾の舵面の制御に使われた無線装置は完全に比例（プロポーショナル）制御で、エルロンは爆弾内のジャイロスコープだけで制御され、ローリングを防いだ。
これらのシステムは、半導体の採用によって無線制御が大幅に簡略化される1960年代まで幅広く用いられた。リード式継電器を使用した電気機械式システムは類似の電子回路に置き換えられ、小型化の進行によって同じサイズの中でより多くの制御信号を扱えるようになった。初期の制御装置では振幅変調を利用して2または3チャンネルがせいぜいであったが、現代の装置では周波数変調の利用により20以上のチャンネルを使用できる。

### 戦後
戦後は玩具としてもそれらの技術が波及した。商品化の先鞭となったのは1955年に増田屋斎藤貿易（現在の増田屋コーポレーション）がホビー用としてラジコンバスであった。当時、高価だったトランジスタや真空管を使用せず、火花送信機とコヒーラ検波器を使用したが、それでも当時の所得水準から判断するとかなりの高額であり、主に輸出され、外貨獲得に貢献した。当時、日本国内での電波法の認可は順調に取れたが、米国では認可に時間がかかり、翌年の夏に発売された。ソニーの創業者達も分解してその構造に驚いたという。また、増田屋は他に、専用の笛から出る音で操縦するソニコンも製造し、それぞれ当時、同社の主力製品だったブリキ製のバスや自動車、ロボット、戦車等に搭載された。
2010年代にはマルチコプターのドローンが人気を博した。

## 種類

### 制御方式による分類
シングル式ON-OFFの信号でモータ、エスケープメントを作動させる
マルチ式リードセレクタでトーン信号を分離することにより複数のチャンネルを作動することができる。リードセレクタを使用せずにダイオードマトリックス等論理回路でマルチチャンネルを実現した形式もある。
ギャロッピングゴースト（パルス・プロポーショナル）マグネット・アクチュエータを用い、左右に均等に舵を当てるが、曲がる時はどちらかに偏る事によって、比例制御に近づけた方式。今でもマイクロRCプレーンで使われる。アクチュエータをパルス変調で制御し、完全な比例制御を行うシステムもある。
アナログプロポーショナル式低周波信号を搬送波に載せて比例制御を実現した。停止位置付近のトルクが弱く、チャンネル間干渉調整が難しく普及しなかった。
デジタルプロポーショナル式通常プロポと呼ばれる方式で現在主流。スティックの角度に応じてサーボを比例制御することが出来るため、他の方式に比べ優れている。各チャンネル毎に送信機のスティックに連動したポテンショメーターによってパルス発信回路の時定数が変化する事で舵角に応じた幅の矩形波が創出され、マルチプレクサで各チャンネルの信号が時系列的に一定間隔で送出される、調歩式同期により一定時間信号の無い時間が存在する。その時に受信側で一定時間信号が無い場合はリセットされまた1チャンネルから信号を割り当てる。受信機では時系列的に入ってきた信号をチャンネル毎に振り分けサーボに送る。矩形波の幅とサーボ内のサーボの舵角に応じた矩形波の幅を比較して矩形派の幅が等しくなるようにサーボを動かすアナログ方式から、マイコンによるポテンショ電圧とサーボ制御入力信号間の位置サーボ制御ソフトにより、サーボ制御精度がさらに上がり、動作レスポンスも速くなっている。
PPMパルス幅の長短により角度情報を送る方式。20mS程度の周期内にチャンネル数分のパルスを送り、各パルスの幅によって各チャンネルの位置情報を伝達する。
PCMパルスの長短でサーボの角度情報を送る従来のプロポーショナル式とは異なり、スティックの角度情報を一度アナログ/デジタル変換器で数値に変換してから送信し、受信機でまたパルスに復号する方式、近年はサーボもデジタル化され、動作精度が高いものが多くなりつつある。現在は通信データ圧縮技術の進歩でレスポンスもPPM方式より上がっている。

### 電波の変調形式による分類
- AM式
- FM式
- PCM式
- DSMスペクトラム式

### 動力源による分類
- EP (Electric Powered) - 電動
- GP (Gas Powered) - エンジン

### 使用目的による分類

#### 娯楽用
航空機、自動車、船舶などから、近年はロボットなど乗り物以外のものも登場し、形態は多岐にわたる。価格や構造により、主に以下の2種に分けられる。(ただし、厳密に二分できるわけでは無く重複する部分もある)
トイ用
主に玩具を取り扱っている店で販売されている。組み立て済みで分解整備や消耗品交換が不可なものが多い（一部、全ての補修品やチューンナップ部品を揃えている物もある）。目的は、子供用玩具やスピード走行を目的としないディスプレイモデル用まで様々である。
ホビー用
主に模型店で販売されている。組立、分解整備や破損・損耗部品の交換、チューンナップなどを購入者自身が行えるもの。目的はスピード走行や曲芸飛行などと言ったパフォーマンスを楽しむ事が主目的であり、耐久性や性能を重視しているためディスプレイモデルと比べると模型としての細部は作り込まれない傾向にある。競技会やクラブがあり、世界選手権があるものもある。

#### 娯楽用途以外
産業用ラジコン
農薬散布、枝打ち、航空写真撮影、架線設置、災害地調査、沈没船調査などの業務に使用するもの。
宇宙開発、宇宙利用
人工衛星、宇宙探査機、宇宙望遠鏡などを地球上から遠隔操作するために利用される。
軍事用
無人航空機。情報収集やピンポイント攻撃の任務に使用する。
なお、軍事用はもちろんであるが、産業用ラジコンは兵器への転用が可能であるため、購入・廃棄・転売・輸出入が厳しく規制されている。

## 構成
- 送信機 - ホビー用の送信機は通常プロポーショナル方式を使用しているため日本国内では「プロポ」という略称が定着している。
- 受信機
- サーボ
- 電子式スピードコントローラー(サーボによって駆動される機械式スピードコントローラーは車両側に付属することが多い)
- 電池ボックスなどの電源（電動ラジコン用場合BEC(Battery Eliminator Circuit)システムにより主電源から供給されるので付属しない場合がある）

## 日本国内で使用可能な電波周波数
用いられる電波の周波数をバンドといい、電波法により本用途用に割り当てられたものは、27MHz・40MHz・72MHz・73MHz・2.4GHzの5つである。制御可能な可動部所の数を「チャンネル」というので、区別のために単一周波数でも「バンド」と称していると推測される。キャリアと呼ぶのが正しい。
異なるバンドを用いることで、多人数で同時に操縦することを可能にしている。「バンド」は日本ラジコン電波安全協会にて定められている。
27MHz帯12バンド（地上・水上用）
40MHz帯8バンド（地上・水上用）、5バンド（空中用）
72MHz帯10バンド（空中用）
73MHz帯産業用: 3バンド（地上・水上用）、7バンド（空中用）
2.4GHzISM帯70バンド以上（地上・水上用・空中用）

## 主要供給メーカー

### 日本

#### 日本のプロポ（送・受信機）メーカー
※ 世界各国の愛好家によって、日本のプロポが最も用いられている。
- 双葉電子工業（FUTABA)
- 三和電子機器（SANWA)
- 近藤科学 - （KO PROPO)

#### 無線操縦用模型あるいは送・受信機と模型のセットなどのメーカー
- タミヤ
- 京商
- ヨコモ - 旧・横堀模型
- HPI
- TRAXXAS
- 無限精機
- ヒロボー
- ABCホビー
- 川田模型
- TECH 技研モデル
- ALEX アレックスレーシングデザイン
- ミワホビー - TEAM ATLAS
- CROSS (ファイヤーフォースシリーズ)
- TRG Technical Racing Gear
- 山田産業 (YS)
- 三共
- アイエム
- ユニオンモデル
- ムサシノ模型飛行機研究所
- OK模型
- タイガー
- アクティブホビー
- くらふとるうむ
- フジ・インバック
- 増田屋コーポレーション
- ニッコー
- シー・シー・ピー - 旧・朝日通商、ACOMS
- タカラトミー （エアロアールシー・エアロソアラ）
- 東京マルイ

・ルイスヴァージジャパン 
・ユニー
・トイザラス
・ダイソー

#### 日本のエンジンメーカー
- 小川精機 (OS)
- 塩谷製作所
- 斉藤製作所
- 山田産業 (YS)

#### 日本のモーターメーカー
- マブチモーター

#### 過去に関連製品を販売していた日本のメーカー
- 青柳金属工業 - 商標は「AYK」だった
- 大陽工業 （タイヨー、TAIYO）
- 東模
- トドロキモデル
- 江下RCサービスセンター
- 石政
- ロジテック
- AAT
- 日本模型
- オオタキ
- 日乃出電工
- 丸鷹
- キーエンス
- セイレイ工業
- 日本遠隔制御 (JR)

### 中国
- Silverlit…シルバーリット

### アメリカ合衆国
- Team Losi …チーム・ロッシ
- Team Associated …チーム・アソシエイテッド
- HPI …エイチピーアイ

### ドイツ
- Graupner …グラウプナー
- SHEPHERD…シェパード

### イタリア
- NOVAROSSI…ノバロッシ
- MOTONICA...モトニカ

### オランダ
- SERPENT...サーパント

### オーストリア
- Robbe …ロッベ

### スロバキア
- XRAY…エックスレイ